# Dobra (Łobez)
Dobra é um município da Polônia, na voivodia da Pomerânia Ocidental e no condado de Łobez. Estende-se por uma área de 2,37 km², com 2 324 habitantes, segundo os censos de 2016, com uma densidade de 980,6 hab/km².